# 침묵식 교수법

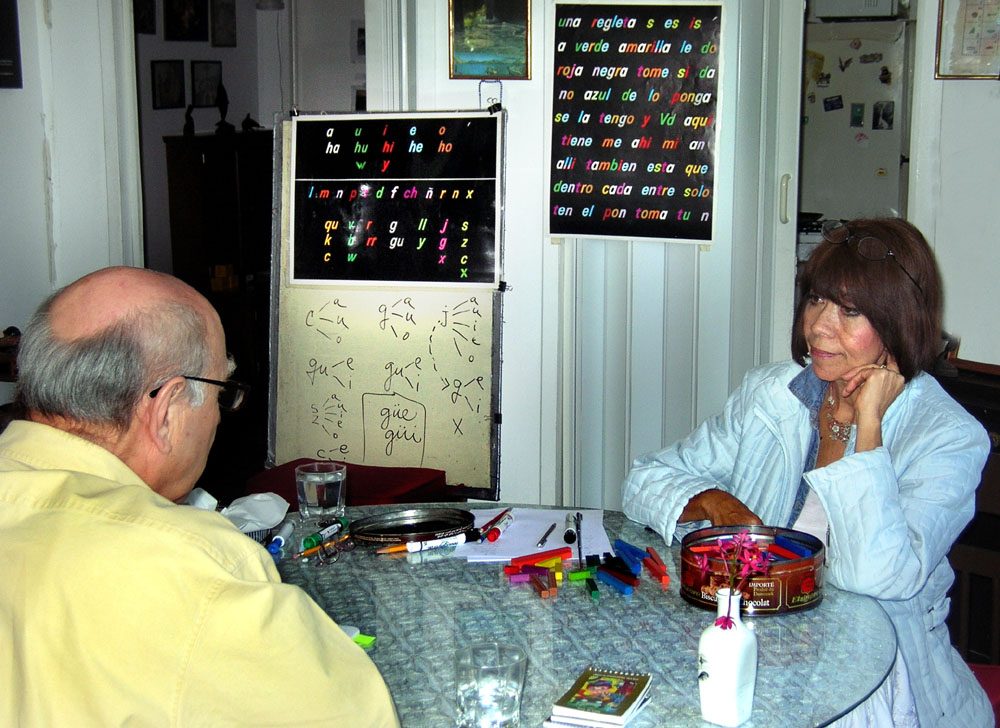
멕시코 과달라하라에서 스페인어 수업이 침묵식 교수법으로 진행되는 모습

침묵식 교수법(沈默式敎授法, Silent Way) 또는 무언 교수법(無言敎授法)은 수학 교육가 칼렙 가테그노(Caleb Gattegno, 1911-1988)가 창안한 교수법이다. 교사는 수업 내내 침묵하며, 학습자는 퀴즈네어 막대와 각종 표 등을 통하여 발음, 어휘, 문형 등을 스스로 익힌다.

## 배경
1960년대에는 발견학습이 유행하였는데, 이는 학습자가 원리와 지식을 교사로부터 배우는 대신에 스스로 발견해 내는 것을 추구한다. 침묵식 교수법은 가테그노가 14개 나라에서 35년 동안 언어를 가르친 경험을 저술한 《The Silent Way》(1963)에 처음 등장하였는데, 발견학습을 이론적 기반으로 한다. 이 책에서 가테그노는 학습이 일어나는 요건으로 다음의 세 가지를 들었다.
1. 학습은 암기하거나 반복할 때보다 발견하거나 창조할 때 촉진된다.
2. 학습은 물리적인 실물을 동반할 때 촉진된다.
3. 학습은 학습할 자료가 포함된 문제를 해결할 때 촉진된다.

## 절차
교사가 비언어를 사용하여 단어나 짧은 어구, 문장을 간단히 제시하고 나서, 학생들이 스스로 지식을 찾을 수 있도록 침묵한다. 교사가 사용하는 퀴즈네어 막대는 색과 길이가 다양한 교구로, 형태에 따라 서로 다른 발음, 어휘, 동사, 통사 규칙 등을 지시한다. 음색표, 음가표, 낱말표 등의 각종 표가 목표 언어의 발음, 동사의 형태 변화 등을 나타낼 때 사용되기도 한다. 발음을 예로 들면, 학습자는 여러 색깔의 퀴즈네어 막대를 사용하여 특정한 소리가 색에 대응된 기호 체계를 스스로 발견해 나간다. 교사의 지원이 없으므로, 학습자들은 이러한 발견 과정에서 협동하여야 한다.
수업 자료
- 퀴즈네어 막대
- 음색표
- 음가표
- 낱말표

## 장단점
침묵식 교수법의 장단점은 다음과 같다.

### 장점
1. 교사가 침묵하므로 학습자의 집중력이 높아지고, 학습자는 스스로 공부하는 힘을 기른다.
2. 학습자가 감각과 사고, 행동으로 언어를 습득하므로, 기계적으로 반복하는 것에 비하여 오래 기억한다.
3. 발음을 배우는 경우, 발음기호 대신 색깔을 사용하므로 문자에 대한 부담이 적다.
4. 학습자를 신뢰한다.

### 단점
1. 원하는 학습 효과에 도달할 때까지 시간이 오래 걸린다.
2. 수업 자료를 준비하는 시간이 오래 걸린다.
3. 교사가 직접 설명해 주면 쉽고 빨리 이해할 것을[5], 학습자가 스스로 알아내게 하다 보니 문제를 해결하는 시간이 오래 걸릴 수 있다.
4. 추상적인 어휘는 퀴즈네어 막대 등으로 이해시키기 어렵다.
5. 초급 단계까지만 적당하다.
6. 몇 차시마다 새로운 막대와 표를 도입하여야 하는데, 이렇게 하면 다른 교수법과 마찬가지가 된다.[5]

## 참고 문헌
- Brown, H. Douglas (2001). 《원리에 의한 교수》. 번역 권오량; 김영숙; 한문섭 2판. 서울: Pearson Education Korea. ISBN 8945090061.
- 강현화; 원미진 (2017). 《한국어 교육학의 이해와 탐구》. 서울: 한국문화사. ISBN 9788968175466.